# Иваницкий сельский совет (Недригайловский район)
Иваницкий сельский совет (укр. Іваницька сільська рада) — входит в состав
Недригайловского района
Сумской области
Украины.
Административный центр сельского совета находится в 
с. Иваница
.

## Населённые пункты совета
- с. Иваница
- с. Зеленое
- с. Клин
- с. Чемодановка